# Maclovia
Maclovia o Belleza Maldita es una película mexicana de drama romántico de 1948, escrita y dirigida por Emilio "El Indio" Fernández, y protagonizada por María Félix y Pedro Armendáriz.

## Sinopsis
En la bella isla de Janitzio, en el lago de Pátzcuaro, en Michoacán (México), vive Maclovia (María Félix), la hija del jefe de una comunidad de indios tarascos de la región. Maclovia ama a José María (Pedro Armendáriz), pero su padre se opone a su romance. El joven José María, hará todo por ganar el favor del padre de la joven. Pero el problema comienza con la llegada a la región de un batallón de soldados, pues el sargento (Carlos López Moctezuma), se ha encaprichado con Maclovia.

## Reparto
- María Félix como Maclovia
- Pedro Armendáriz como José María
- Carlos López Moctezuma como Sgt. Genovevo de la Garza
- Columba Domínguez como Sara
- Arturo Soto Rangel como Don Justo, maestro
- Miguel Inclán como Tata Macario
- Eduardo Arozamena como Cabo Mendoza
- José Morcillo como Don Jerónimo, sacerdote
- Roberto Cañedo como Teniente Ocampo
- Manuel Dondé como Comisario (no acreditado)
- Jaime Jiménez Pons como Estudiante (no acreditado)
- Carlos Múzquiz (no acreditado)
- Ismael Pérez como Poncianito (no acreditado)
- José Torvay como Don Generoso, tendero (no acreditado)

## Comentarios
- La cinta fue aclamada en la edición de 1949 del Festival de Venecia. El rostro de María Félix caracterizada como Maclovia, colgaba de los puentes de la plaza de San Marcos.
- Obtuvo los Arieles otorgados en 1949 a la coactuación femenina (Columba Domínguez) y al papel de cuadro masculino (Arturo Soto Rangel).
- En 1949 El Comité Nacional de Técnicos Cinematográficos de Bélgica otorga el premio de honor a los técnicos mexicanos por este filme.
- En 1949 se le otorga el premio a la mejor fotografía en el festival de Karlovy Vary.